# Discorsi da bar
Discorsi da bar è un album del gruppo La Famiglia Rossi pubblicato nel 2003 dall'etichetta discografica Lucente.

## Il disco
Il disco è stato distribuito da Venus Distribuzione. Tranne per le due cover Su cantiam di Dario Fo, sigla dell'edizione del 1967 di Canzonissima, e Per la moto non si da' di Enzo Jannacci e Dario Fo, i testi le musiche e gli arrangiamenti sono de La Famiglia Rossi.
La canzone Mi sono fatto da solo è dedicata a Silvio Berlusconi e ha riscosso un grande successo nelle manifestazioni cui il gruppo ha cantato. Secondo Luigi Bolognini de la Repubblica, la canzone "in poco tempo è diventata canticchiatissima, grazie anche all'andamento da marcetta parodistica che resta in mente". Il brano è stato utilizzato anche come una sorta di "colonna sonora" per l'occupazione dell'Università degli Studi di Sassari, nel 2009.

## Tracce
1. Discorsi da bar
2. Mi sono fatto da solo
3. Ti ho capito
4. Su cantiam
5. Balabiótt
6. È morto Pinochet
7. Lasciarsi andare
8. Resistenza
9. Habana Club
10. Per la moto non si da'
11. Quanto ho bevuto stasera

## Formazione
- Paolo Rossi - sax, coro
- Marcello Rossi - batteria, coro
- Vito Rossi - voce, chitarra
- Carlo Rossi - chitarra, voce
- Leo Rossi - basso, coro